# Eredivisie 2024-2025 (calcio femminile)
L'Eredivisie 2024-2025, nota anche come Azerion Eredivisie Vrouwen 2024-2025 per ragioni di sponsorizzazione, è stata la quindicesima edizione della massima serie a carattere professionistico del campionato olandese. Il torneo prese il via il 28 settembre 2024 e si concluse il 17 maggio 2025.
Il campionato è stato vinto dal Twente per la settima volta nella sua storia, la seconda consecutiva; il Twente aveva concluso al primo posto in classifica a pari punti col PSV, ma vincendo il titolo per la migliore differenza reti. Jaimy Ravensbergen, attaccante del Twente, ha vinto la classifica delle migliori marcatrici con 23 reti realizzate.

## Stagione

### Novità
Rispetto all'edizione 2023-24, il numero di squadre partecipanti è rimasto inalterato, così come le squadre.

### Formato
Il formato del torneo è lo stesso delle precedenti due edizioni con un'unica stagione regolare. Le dodici squadre partecipanti hanno preso parte ad un girone all'italiana, affrontandosi due volte in partite di andata e ritorno per un totale di 22 giornate. Al termine della stagione, la squadra prima classificata è stata dichiarata campione dei Paesi Bassi e ammessa alla UEFA Women's Champions League per la stagione successiva, assieme alla seconda classificata. La terza classificata è stata ammessa all'edizione inaugurale dell'UEFA Women's Europa Cup. Non erano previste retrocessioni.

## Squadre partecipanti
| Club            | Città      | Stadio                          | Stagione precedente     |
| --------------- | ---------- | ------------------------------- | ----------------------- |
| ADO Den Haag    | L'Aia      | Bingoal Stadion                 | 5º posto in Eredivisie  |
| Ajax            | Amsterdam  | Complesso sportivo De Toekomst  | 2º posto in Eredivisie  |
| AZ Alkmaar      | Alkmaar    | Complesso sportivo AFAS         | 9º posto in Eredivisie  |
| Excelsior       | Rotterdam  | Van Donge & De Roo Stadion      | 12º posto in Eredivisie |
| Feyenoord       | Rotterdam  | Complesso sportivo Varkenoord   | 8º posto in Eredivisie  |
| Fortuna Sittard | Sittard    | Fortuna Sittard Stadion         | 4º posto in Eredivisie  |
| Heerenveen      | Heerenveen | Complesso sportivo Skoatterwâld | 10º posto in Eredivisie |
| PEC Zwolle      | Zwolle     | Complesso sportivo Be Quick '28 | 6º posto in Eredivisie  |
| PSV             | Eindhoven  | PSV Campus De Herdgang          | 3º posto in Eredivisie  |
| Telstar         | Velsen     | BUKO Stadion                    | 11º posto in Eredivisie |
| Twente          | Enschede   | Complesso sportivo Scheurserve  | 1º posto in Eredivisie  |
| Utrecht         | Utrecht    | Complesso sportivo Zoudenbalch  | 7º posto in Eredivisie  |

## Classifica finale
|  | Pos. | Squadra         | Pt | G  | V  | N | P  | GF | GS | DR  |
|  | ---- | --------------- | -- | -- | -- | - | -- | -- | -- | --- |
|  | 1.   | Twente          | 57 | 22 | 18 | 3 | 1  | 69 | 19 | +50 |
|  | 2.   | PSV             | 57 | 22 | 18 | 3 | 1  | 58 | 13 | +45 |
|  | 3.   | Ajax            | 53 | 22 | 17 | 2 | 3  | 57 | 22 | +35 |
|  | 4.   | Utrecht         | 40 | 22 | 12 | 4 | 6  | 39 | 22 | +17 |
|  | 5.   | Feyenoord       | 38 | 22 | 12 | 2 | 8  | 55 | 29 | +16 |
|  | 6.   | AZ Alkmaar      | 36 | 22 | 11 | 3 | 8  | 40 | 31 | +9  |
|  | 7.   | ADO Den Haag    | 21 | 22 | 5  | 6 | 11 | 25 | 43 | -18 |
|  | 8.   | Fortuna Sittard | 20 | 22 | 5  | 5 | 12 | 20 | 42 | -22 |
|  | 9.   | Heerenveen      | 15 | 22 | 4  | 3 | 15 | 24 | 48 | -24 |
|  | 10.  | PEC Zwolle      | 14 | 22 | 3  | 5 | 14 | 15 | 44 | -29 |
|  | 11.  | Telstar         | 11 | 22 | 2  | 5 | 15 | 22 | 59 | -37 |
|  | 12.  | Excelsior       | 10 | 22 | 1  | 7 | 14 | 16 | 68 | -52 |

Legenda:
      Campione dei Paesi Bassi e ammessa alla UEFA Women's Champions League 2025-2026.
      Ammessa alla UEFA Women's Champions League 2025-2026.
      Ammessa alla UEFA Women's Europa Cup 2025-2026.
Regolamento:
Tre punti a vittoria, uno a pareggio, zero a sconfitta.

## Risultati
|                 | ADO  | Aja  | AZ   | Exc  | Fey  | For  | Hee  | PEC  | PSV  | Tel  | Twe  | Utr  |
| --------------- | ---- | ---- | ---- | ---- | ---- | ---- | ---- | ---- | ---- | ---- | ---- | ---- |
| ADO Den Haag    | –––– | 0-2  | 1-4  | 4-0  | 1-3  | 2-0  | 0-1  | 1-0  | 1-1  | 2-2  | 0-4  | 0-2  |
| Ajax            | 4-0  | –––– | 4-2  | 3-1  | 2-0  | 5-1  | 5-1  | 5-1  | 0-2  | 3-1  | 2-0  | 1-0  |
| AZ Alkmaar      | 1-1  | 1-2  | –––– | 4-0  | 0-1  | 2-0  | 1-0  | 2-0  | 0-1  | 0-1  | 0-1  | 1-1  |
| Excelsior       | 0-4  | 1-3  | 1-3  | –––– | 3-5  | 1-1  | 1-1  | 0-3  | 0-4  | 1-1  | 1-10 | 1-0  |
| Feyenoord       | 3-0  | 0-0  | 1-1  | 7-0  | –––– | 1-2  | 1-0  | 2-0  | 1-4  | 8-1  | 1-4  | 0-3  |
| Fortuna Sittard | 0-0  | 0-1  | 1-3  | 0-0  | 0-6  | –––– | 1-1  | 1-0  | 0-3  | 5-0  | 1-3  | 0-4  |
| Heerenveen      | 1-3  | 1-4  | 2-3  | 5-1  | 0-3  | 1-0  | –––– | 1-2  | 0-1  | 3-1  | 0-4  | 2-3  |
| PEC Zwolle      | 1-1  | 0-4  | 1-2  | 2-2  | 0-6  | 0-1  | 2-2  | –––– | 0-1  | 0-0  | 0-3  | 0-4  |
| PSV             | 2-0  | 3-1  | 4-1  | 4-0  | 3-2  | 3-0  | 5-1  | 4-0  | –––– | 4-0  | 2-2  | 1-0  |
| Telstar         | 1-1  | 1-4  | 4-5  | 1-1  | 1-2  | 1-4  | 2-0  | 0-2  | 1-4  | –––– | 1-2  | 0-1  |
| Twente          | 7-0  | 5-1  | 3-2  | 1-1  | 3-2  | 4-1  | 3-0  | 2-1  | 0-0  | 3-1  | –––– | 3-1  |
| Utrecht         | 4-3  | 1-1  | 1-2  | 2-0  | 1-0  | 1-1  | 2-1  | 0-0  | 3-2  | 4-1  | 1-2  | –––– |

## Statistiche

### Classifica marcatrici
| Gol |  |  | Giocatore            | Squadra    |
| --- |  |  | -------------------- | ---------- |
| 23  |  |  | Jaimy Ravensbergen   | Twente     |
| 19  |  |  | Danique Tolhoek      | Ajax       |
| 13  |  |  | Ella Van Kerkhoven   | Feyenoord  |
| 11  |  |  | Tiny Hoekstra        | Ajax       |
| 11  |  |  | Renate Jansen        | PSV        |
| 11  |  |  | Desiree van Lunteren | AZ         |
| 10  |  |  | Esmee de Graaf       | Feyenoord  |
| 10  |  |  | Riola Xhemaili       | PSV        |
| 9   |  |  | Evi Maatman          | Heerenveen |
| 9   |  |  | Nikée van Dijk       | PSV        |